# Двигуни Renault серії K
| Серія K                        | Серія K                                                                        |
| ------------------------------ | ------------------------------------------------------------------------------ |
|                                |                                                                                |
| Виробник:                      | Renault                                                                        |
| Марка:                         | Серія K                                                                        |
| Тип:                           | Чотирициліндровий двигун                                                       |
| Робочий об'єм:                 | - 1,4 л - (1,390 куб.см) - 1,5 л - (1,461 куб.см) - 1,6 л - (1,598 куб.см) см3 |
| Максимальна потужність:        | 55–99 кВт (75–135 к.с.) кВт                                                    |
| Максимальний обертовий момент: | 160–260 Н⋅м Н·м                                                                |
| Циліндрів:                     | 4                                                                              |
| Клапанів:                      | 8-16                                                                           |
| Хід поршня:                    | - 70 мм (2,76 дюйма) - 80,5 мм (3,17 дюйма) мм                                 |
| Діаметр циліндра:              | - 79,5 мм (3,13 дюйма) - 76 мм (2,99 дюйма) мм                                 |
| Ступінь стиску:                | 9.5:1 / 10:1                                                                   |
| Система живлення:              | Пряме впорскування, Common rail, Турбонаддув,                                  |
| Охолодження:                   | Рідинне охолодження                                                            |
| Газорозподільний механізм:     | SOHC 2 або DOHC клапани 4 x цил.                                               |
| Матеріал блоку циліндрів:      | Чавун                                                                          |
| Матеріал ГБЦ:                  | Алюміній                                                                       |
| Тактність (число тактів):      | 4                                                                              |
| Червона зона:                  | 6750 об/хв (макс.: 7000 об/хв) об/хв                                           |
| Рекомендоване паливо:          | Бензин, Дизельне паливо                                                        |

Серія-K — це сімейство рядних чотирициліндрових автомобільних двигунів, розроблених і вироблених Renault з 1995 року. Це чотиритактний двигун внутрішнього згоряння з 4 циліндрами, врізаними прямо в залізний блок, з водяним охолодженням, з верхньою головкою розподільних валів, що приводяться в рух трьома частинами, що приводяться в дію зубчастим ременем ГРМ, і алюмінієвою головкою циліндра. Цей двигун випускається в бензиновій і дизельній версіях, з 8 або 16 клапанами.

## Історія
Двигун K-Type є еволюцією двигуна Energy, який сам походить від двигуна Cléon-Fonte, в якому була встановлена напівсферична головка, що включає розподільний вал, що приводиться в рух зубчастим ременем ГРМ. Двигун K-Type є остаточною еволюцією двигуна Cléon-Fonte. Основною модифікацією двигуна K-Type є використання незнімних гільз циліндрів. Перший K-Type з'явився на Mégane з потужністю 1,6 л (1 598 куб.см).

## Еволюція

### Бензинові версії
У 1998 році в Renault Laguna Phase 2 з'явилася 16-клапанна версія двигуна K7M під назвою K4M. Цей новий двигун замінив 1,8-літровий двигун F-Type, встановлений на Laguna Phase 1.
Специфіка двигунів K4J і K4M полягає в тому, що вони мають 16-клапанну головку блоку циліндрів, подібну до версій F4P і F4R двигуна серії-F, а двигуни K4J і K4M мають той самий розподільний комплект і навіть водяний насос, що й F-Тип двигуна 16 клапанів (F4P і F4R).

### Дизельні версії
Двигун K9K - дизельна версія з 1,5 л (1 461 см3) - з'явився на Clio 2 Phase 2, на заміну 1.9 D («двигун F-Type»). Цей двигун оснащений прямим упорскуванням високого тиску Common Rail.

## Бензиновий двигун KxJ
KxJ має об'єм 1,4 л (1 390 куб.см). Це еволюція Renault Energy ExJ. 
| Технічні характеристики     | Технічні характеристики                             |
| --------------------------- | --------------------------------------------------- |
| Робочий об'єм               | 1,4 л (1 390 куб.см)                                |
| Діаметр х Хід поршня        | 79,5 мм × 70 мм (3,13 дюйма × 2,76 дюйма)           |
| Кількість клапанів          | 8/16                                                |
| Ступінь стиснення           | 9,5:1 / 10:1                                        |
| Макс. потужність            | 55 кВт (75 PS; 74 к. с.) / 72 кВт (98 PS; 97 к. с.) |
| Тип впорскування палива     | MPi                                                 |
| Тип палива                  | бензин                                              |
| Каталізатор                 | присутній                                           |
| Ємність для масла           | 3,5 л (3,7 кварта США; 3,1 англ. кварта)            |
| Рекомендоване моторне масло | 5w30                                                |

### Застосування (K7J 8v)
| Код двигуна      | потужність                          | рік(и)                            | автомобіль(и)                           |
| ---------------- | ----------------------------------- | --------------------------------- | --------------------------------------- |
| K7J 700          | 55 кВт (75 PS; 74 к. с.) 5500 об/хв | 1997 – 2003 роки                  | Рено Кліо Renault Kangoo Символ Renault |
| K7J 710          | 55 кВт (75 PS; 74 к. с.) 5500 об/хв | 2004 – 2010 роки 2008 – 2010 роки | Дачія Логан Dacia Sandero               |
| K7J 714 (LPG E4) | 55 кВт (75 PS; 74 к. с.) 5500 об/хв | 2007 – 2010 роки 2008 – 2010 роки | Дачія Логан Dacia Sandero               |

Починаючи з 2011 року Dacia замінила старий KxJ на двигуни Euro 5 1.0 (16 клапанів), 1.2 (16 клапанів) і 1.6 л.

### Застосування (K4J 16v)
| Код двигуна     | Потужність                                              | Роки             | Автомобіль                                       |
| --------------- | ------------------------------------------------------- | ---------------- | ------------------------------------------------ |
| K4J 700/714/750 | 70 до 72 кВт (95 до 98 PS; 94 до 97 к. с.) @ 6000 об/хв | 1999 – 2008 роки | Renault Clio II Renault Mégane Renault Scénic II |
| K4J 730/732/740 | 60 до 72 кВт (82 до 98 PS; 80 до 97 к. с.) @ 6000 об/хв | 2003 – 2010 роки | Renault Mégane II Renault Scénic II              |
| K4J 712/713     | 70 кВт (95 PS; 94 к. с.) @ 6000 об/хв                   |                  | Renault Clio II Renault Thalia II                |
| K4J 770/780     | 72 кВт (98 PS; 97 к. с.) @ 6000 об/хв                   | 2004 – 2010 роки | Renault Clio III Рено Модус Renault Grand Modus  |
| K4J 730         | 72 кВт (98 PS; 97 к. с.) @ 6000 об/хв                   | 1999 – 2003 роки | Renault Scénic (I)                               |

## Бензиновий двигун KxM
Двигун KxM має робочий об'єм 1,6 л (1,598 куб.см) з багатоточковим уприскуванням палива та системою контролю викидів EGR.
| Технічні характеристики     |                                                                         |
| --------------------------- | ----------------------------------------------------------------------- |
| Переміщення                 | 1,6 л (1 598 см3)                                                       |
| Діаметр х Хід               | 79,5 мм × 80,5 мм (3,13 дюйм × 3,17 дюйм)                               |
| Загальна кількість клапанів | 8/16                                                                    |
| Макс. потужність            | 55—66 кВт (75—90 PS; 74—89 к. с.) / 70—85 кВт (95—116 PS; 94—114 к. с.) |
| Тип впорскування палива     | MPi                                                                     |
| Тип палива                  | бензин                                                                  |
| Каталізатор                 | присутній                                                               |
| Ємність для масла           | 4,5 л (4,8 кварта США; 4,0 англ. кварта)                                |
| Рекомендоване моторне масло | 5w30                                                                    |

### Застосування (K7M 8v)
| Код двигуна         | Потужність                          | Роки                              | Автомобіль                    |
| ------------------- | ----------------------------------- | --------------------------------- | ----------------------------- |
| K7M 410 (E4)        | 64 кВт (87 PS; 86 к. с.) 5500 об/хв | 2012 –                            | Лада Ларгус                   |
| K7M 702/703         | 66 кВт (90 PS; 89 к. с.) 5000 об/хв | 1995 – 1999 роки                  | Renault Mégane Renault Scénic |
| K7M 720             | 55 кВт (75 PS; 74 к. с.) 5000 об/хв | 1995 – 1999 роки                  | Renault Mégane Renault Scénic |
| K7M 790             | 66 кВт (90 PS; 89 к. с.) 5000 об/хв | 1996 – 1999 роки                  | Renault Mégane                |
| K7M 744/745         | 66 кВт (90 PS; 89 к. с.) 5250 об/хв | 1998 – 2003 роки                  | Renault Clio II               |
| K7M 710             | 64 кВт (87 PS; 86 к. с.) 5500 об/хв | 2004 – 2010 роки 2008 – 2010 роки | Дачія Логан Dacia Sandero     |
| K7M 718 (LPG E4)    | 64 кВт (87 PS; 86 к. с.) 5500 об/хв | 2007 – 2010 роки 2008 – 2010 роки | Дачія Логан Дачія Сандеро     |
| K7M 764 (Flex-fuel) | 73 кВт (99 PS; 98 к. с.) 5500 об/хв | 2013 –                            | Дачія Логан Дачія Сандеро     |
| К7М 800             | 62 кВт (84 PS; 83 к. с.) 5250 об/хв | 2011 –                            | Дачія Логан Дачія Сандеро     |
| K7M 812             | 60 кВт (82 PS; 80 к. с.) 5000 об/хв | 2012 –                            | Дачія Лоджі Dacia Dokker      |
| K7M 818 (LPG E5)    | 64 кВт (87 PS; 86 к. с.) 5500 об/хв | 2011 – 2012 роки                  | Дачія Логан Дачія Сандеро     |
| K7M 828 (LPG E5b)   | 60 кВт (82 PS; 80 к. с.) 5000 об/хв | 2014 –                            | Дачія Лоджі Dacia Dokker      |

### Застосування (K4M 16v)
| Код двигуна        | Потужність                                                  | Роки             | Автомобіль                                                                    |
| ------------------ | ----------------------------------------------------------- | ---------------- | ----------------------------------------------------------------------------- |
| K4M 490 (E4)       | 77 кВт (105 PS; 103 к. с.) 5750 об/хв                       | 2012 –           | Лада Ларгус                                                                   |
| K4M 69x            | 66 до 77 кВт (90 до 105 PS; 89 до 103 к. с.) при 5750 об/хв | 2006 –           | Renault Kangoo II Дачія Логан Secma F16                                       |
| K4M 606 (4x4)      | 77 кВт (105 PS; 103 к. с.) 5750 об/хв                       | 2010 – 2013 роки | Дачія Дастер                                                                  |
| K4M 616 (LPG E5)   | 77 кВт (105 PS; 103 к. с.) 5750 об/хв                       | 2011 – 2013 роки | Дачія Дастер                                                                  |
| K4M 642 (LPG E5b)  | 77 кВт (105 PS; 103 к. с.) 5750 об/хв                       | 2014 –           | Дачія Дастер                                                                  |
| K4M 646 (4x4)      | 77 кВт (105 PS; 103 к. с.) 5750 об/хв                       | 2014 –           | Дачія Дастер                                                                  |
| K4M 696 (Hi-flex)  | 77 кВт (105 PS; 103 к. с.) 5750 об/хв                       | 2010 – 2012 роки | Дачія Дастер Дачія Логан Дачія Сандеро                                        |
| K4M 70x            | 71 до 81 кВт (97 до 110 PS; 95 до 109 к. с.) при 5750 об/хв | 1999 –           | Renault Mégane Renault Scénic Renault Clio II Renault Kangoo II Рено Лагуна І |
| K4M 710            | 81 кВт (110 PS; 109 к. с.) 5750 об/хв                       | 2001 – 2005 роки | Рено Лагуна (II)                                                              |
| K4M 716            | 86 кВт (117 PS; 115 к. с.) 5750 об/хв                       | 2006 – 2007 роки | Рено Лагуна (II)                                                              |
| K4M 72x            | 81 кВт (110 PS; 109 к. с.) 5750 об/хв                       | 1998 – 2001 роки | Рено Лагуна                                                                   |
| K4M 782            | 90 кВт (122 PS; 121 к. с.) 5500 об/хв                       | 2003 – 2009 роки | Renault Scénic (II)                                                           |
| K4M 788            | 79 кВт (107 PS; 106 к. с.) 5750 об/хв                       | 2002 – 2008 роки | Renault Mégane (II)                                                           |
| K4M 812/813/858    | 86 кВт (117 PS; 115 к. с.) 6000 об/хв                       | 2001 –           | Renault Mégane (II) (III)                                                     |
| K4M 856 (flexfuel) | 77 кВт (105 PS; 103 к. с.) 5750 об/хв                       | 2001 – 2009 роки | Renault Mégane Eco 2 (flexfuel) (II)                                          |
| K4M 824            | 81 кВт (110 PS; 109 к. с.) 6000 об/хв                       | 2007 – 2010 роки | Рено Лагуна (III)                                                             |
| K4M 838            | 82 кВт (111 PS; 110 к. с.) 6000 об/хв                       | 2010 – 2016 роки | Рено Флюенс                                                                   |
| K4M 848            | 74 кВт (101 PS; 99 к. с.) 5500 об/хв                        | 2008 –           | Renault Mégane (III)                                                          |
| K4M RS (або 854)   | 99 кВт (135 PS; 133 к. с.) 6750 об/хв                       | 2008 –           | Renault Twingo RS Рено Вінд                                                   |
| K4M 862            | 94 кВт (128 PS; 126 к. с.) 6750 об/хв                       | 2009 – 2011 роки | Renault Clio GT (III)                                                         |

## K9K dCi
| Renault Серія K dCi                 | Renault Серія K dCi                           |
| ----------------------------------- | --------------------------------------------- |
|                                     |                                               |
| Виробник:                           | Mercedes-Benz & Renault–Nissan–Mitsubishi     |
| Марка:                              | Renault Серія K dCi                           |
| Тип:                                | Чотирициліндровий двигун                      |
| Робочий об'єм:                      | - 1,5 л - (1,461 куб.см) см3                  |
| Максимальна потужність:             | 48–81 кВт (65–110 к.с.) кВт                   |
| Максимальний обертовий момент:      | 160–260 Н⋅м Н·м                               |
| Циліндрів:                          | 4                                             |
| Клапанів:                           | 8                                             |
| Витрата палива при змішаному циклі: | 5.3 л/100 км                                  |
| Хід поршня:                         | - 80,5 мм (3,17 дюйма) мм                     |
| Діаметр циліндра:                   | - 76 мм (2,99 дюйма) мм                       |
| Ступінь стиску:                     | 15.2:1                                        |
| Система живлення:                   | Common rail, Пряме впорскування, Турбонаддув, |
| Охолодження:                        | Рідинне охолодження                           |
| Газорозподільний механізм:          | SOHC клапани 2 x цил.                         |
| Матеріал блоку циліндрів:           | Чавун                                         |
| Матеріал ГБЦ:                       | Алюміній                                      |
| Тактність (число тактів):           | 4                                             |
| Порядок роботи циліндрів:           | 1 3 4 2                                       |
| Максимальні оберти:                 | 4200                                          |
| Рекомендоване паливо:               | Дизельне паливо                               |

K9K — це сімейство автомобільних двигунів — група рядних чотирициліндрових 8-клапанних дизельних двигунів з турбонаддувом, спільно розроблених Nissan і Renault, а також Daimler AG (де він називається OM607). Турбокомпресори, які використовуються в цьому двигуні, надаються Garrett і BorgWarner. Він має робочий об’єм 1461 куб. см і називається 1,5 dCi (пряме впорскування через Common Rail). Системи впорскування палива поставлялися компанією Delphi для версій нижчого рівня потужності (до 66 кВт (90 к.с.; 89 к.с.) і Continental (ex Siemens) для версій з вищим рівнем потужності ( 70 кВт (95 к.с.; 94 к.с.) і вище). Системи впорскування Delphi замінено на Bosch у версіях Euro 5. 
Існує три версії цього двигуна: версія малої потужності, версія високої потужності та версія високої потужності з турбокомпресором зі змінною геометрією. Їх максимальна вихідна потужність залежить від стандартів викидів, яким вони відповідають. 
У стандартах Євро 3 їх потужність становить 65 к.с. (48 кВт); 80 к.с. (59 кВт); 100 к.с. (74 кВт).
У стандартах Євро 4 їхня потужність становить 70 к.с. (51 кВт); 85 к.с. (63 кВт); 106 к.с. (78 кВт).
У стандартах Євро 5 їх рівень потужності становить 75 к.с. (55 кВт); 90 к.с. (66 кВт); 110 к.с. (81 кВт). Крутний момент коливається від 160 до 260 Н·м (118 до 192 фунтів·футів) при 1750 об/хв.
Двигун виробляється з 2001 року, станом на квітень 2013 року було продано понад 10 мільйонів одиниць. Удосконалення за цей період включали покриття штовхачів для зменшення тертя на 40%; зміна кута розпилення форсунки, що призвело до зменшення на 15%. Під час згоряння та невелике покращення крутного моменту; і встановлення нових поршневих кілець, зменшення натягу на аксесуарах двигуна з ремінним приводом та оптимізація розмірів базового двигуна. Схему вприскування було змінено, щоб мати два пілотних впорскування в широкому робочому діапазоні, що зменшує шум згоряння до 3 децибел. Ще новіша технологія також включає використання масляного насоса зі змінним тиском, а також додавання технології зупинки/запуску акумулятора та рециркуляції вихлопних газів низького тиску. Двигун K9K виробляється в Бурсі, Туреччина; Ченнаї, Індія; і Вальядолід, Іспанія. Що стосується викидів, то він виділяє лише 90 г (3,2 унція) /км вуглекислого газу.

### Застосування
| Код двигуна                           | Потужність              | Роки           | Автомобіль |
| ------------------------------------- | ----------------------- | -------------- | --- |
| K9K 700 / 704 / 706                   | 65 к. с. (48 кВт)       | -              | Дачія Логан Renault Clio (II); Renault Kangoo; Рено Талія; Renault Pulse (Індія) Сузукі Джимні Nissan Micra (III, IV) Махіндра Веріто Mahindra Verito Vibe                                                              |
| K9K 712 / 714                         | 68 к.с. (50 кВт)        | 2006-2008 роки | Renault Clio (II); Рено Талія |
| K9K 792                               | 68—75 к. с. (51—56 кВт) | -              | Дачія Логан Дачія Сандеро Renault Clio (II) |
| K9K 260 / 702 / 710 / 722             | 82 к. с. (61 кВт)       | -              | Renault Mégane (II); Renault Clio (II); Рено Талія; Renault Kangoo; Renault Scénic (II) Nissan Micra (III); Nissan Almera                                                                                               |
| K9K 266                               | 86 к. с. (64 кВт)       | 2006-2011 роки | Сузукі Джимні |
| K9K 728 / 766 / 772 / 796 / 802 / 830 | 85—86 к. с. (63—64 кВт) | 2005-201?      | Renault Mégane (II); Рено Модус; Renault Clio (III); Renault Scala (Індія); Renault Mégane (III) Дачія Сандеро Nissan Micra (III); Nissan Sunny (Індія)                                                                 |
| K9K 764 / 732(282)                    | 106 к. с. (79 кВт)      | 2005-2010 роки | Renault Clio (III); Рено Модус; Renault Mégane (II); Renault Scénic (II); Renault Kangoo; Nissan Tiida; Nissan Note (I); Nissan Qashqai; Renault Mégane (II)                                                            |
| K9K G8 / 832                          | 106 к. с. (79 кВт)      | 2009 –         | Renault Mégane (III); Renault Scénic (III); Рено Флюенс Nissan Cube; Nissan Qashqai |
| К9К 836/(837 АКПП)/636                | 110 к. с. (82 кВт)      | 2010 –         | Renault Mégane (III); Рено Лагуна Nissan Cube; Nissan Qashqai |
| K9K 770 / 892                         | 75—90 к. с. (56—67 кВт) | 2010 –         | Дачія Логан; Dacia Sandero Renault Clio (III), Renault Fluence Nissan Note (I); Nissan NV200 |
| K9K 896 / 656                         | 110 к. с. (82 кВт)      | 2011 –         | Dacia Duster ; Renault Fluence (Індія) Ніссан Джук; Nissan NV200 |
| K9K 846 / OM 607 DE 15 LA             | 110 к. с. (82 кВт)      | 2012 –         | Dacia Lodgy Renault Laguna (III) Renault Mégane (IV) Рено Каджар Renault Scénic (IV)Mercedes-Benz A-Class; Mercedes-Benz B-Class; Mercedes-Benz CLA-Class (як A/B/CLA 180 CDI "OM607")Infiniti Q30; Mercedes-Benz Citan |
| K9K 608 / 609 / OM 607 DE 15 LA       | 90 к. с. (67 кВт)       | 2013 –         | Рено Кліо; Рено Каптур Nissan Note (E12); Nissan Micra (V) Mercedes-Benz A-Class; Mercedes-Benz B-Class (як A/B 160 CDI "OM607")                                                                                        |
| K9K 628                               | 90 к. с. (67 кВт)       | 2016 –         | Рено Кліо |
| K9K 647                               | 110 к. с. (82 кВт)      | 2015 –         | Рено Талісман, Рено Каджар |